# Укамаиринек
Укамаиринек (англ. uqamairineq; уӄамаиринэӄ) — культуральный синдром, распространённый среди инуитов внутри северного полярного круга.

## Клиническая картина
Укамаиринек характеризуется сонными параличами, сопровождающимися беспокойством, тревогой и галлюцинациями. Продромальные индикаторы состояния — иллюзорный или галлюцинаторный транзиторный (временный, преходящий) запах или звук. Больными состояние объясняется потерей души, одержимостью или «блужданием души» (soul wandering).
Научные исследования описывают синдром как диссоциативную истерическую реакцию, иногда — возможный синдром нарколепсии — катаплексии.
Завершается синдром полной ремиссией, обычно в течение нескольких минут.